# Internationell rätt
Internationell rätt är en sammanfattning av de regler som gäller eller anses gälla mellan två åtskilda parter i internationella sammanhang. De olika parterna kan utgöra till exempel stater eller internationella organisationer då den internationella rätten kan ligga till grund vid till exempel en konflikt mellan en stat och ett rättsobjekt hemmahörande i en annan stat. 
Rättsområdet skiljer sig från andra legala system i det att rätten i första hand är en angelägenhet för stater; inte enskilda medborgare.
Den internationella rätten kan delas upp i två delar, folkrätten som behandlar de offentliga rättigheterna och den internationella privaträtten som behandlar de privata rättigheterna.
Folkrätten var tidigare till stor del okodifierad, det vill säga odefinierad. Med start året 1945 då FN-stadgan trädde i kraft har grunden lagts till en kodifierad folkrätt som senare har stärkts med diverse deklarationer och lagstiftningar.  
Den internationella privaträtten bygger på lagstiftning och rättspraxis per enskilda länder. Den internationella privaträtten består därför i grunden av rent inhemska regler kring privata rättigheter som kompletteras av andra större organs lagstiftningar, till exempel EU och internationella organisationers bestämmelser samt diverse konventioner och överenskommelser.  